# فلورنس ویلا
فلورنس ویلا (به انگلیسی: Florence Villa) یک منطقهٔ مسکونی در ایالات متحده آمریکا است که در تمپا، فلوریدا واقع شده‌است. کدهای مناطق‌پستی آن عبارتند از ۳۳۶۰۵ و ۳۳۶۱۹. این محله بخشی از منطقه شرق تامپا است و در ناحیه پنج شورای شهر تامپا واقع شده‌است.

## موقعیت جغرافیایی
مرزهای فلورانس ویلا عبارتند از یوستا یارد در جنوب، پارک گرانت در شمال، شرق دریاچه-شرق پارک در شرق، و هایلند پاینز در غرب.